# Campofrío
Campofrío er en by og kommune i det sydvestlige Spanien i provinsen Huelva. Den har et indbyggertal på 724 (2024) indbyggere.